# Resolució 328 del Consell de Seguretat de les Nacions Unides
La Resolució 328 del Consell de Seguretat de les Nacions Unides, aprovada per unanimitat el 10 de març de 1973 després de rebre un informe de la Missió Especial establerta en virtut de la resolució 326 i reafirmant declaracions anteriors, el Consell va encoratjar el Regne Unit, com a potència administradora, a convocar una conferència constitucional nacional els «representants genuïns dels ciutadans de Zimbabwe» podrien desenvolupar un acord sobre el futur del país.
El Consell també va demanar al govern que adoptés totes les mesures efectives per aconseguir les condicions necessàries perquè els habitants de la República de Rhodèsia puguin exercir el seu dret a l'autodeterminació, l'alliberament incondicional de tots els presos polítics/detinguts/restringits, la derogació de tota legislació repressiva i discriminatòria i la supressió de tota restricció a l'activitat política.
La resolució va ser aprovada per 13 vots contra cap; Regne Unit i Estats Units es van abstenir en la votació.